# China (zespół muzyczny)
China – szwajcarski zespół rockowy, założony w 1985 roku.

## Historia
Zespół został założony w 1985 roku przez gitarzystów: Freddy'ego Laurence'a i Claudio Matteo. Do grupy dołączyli następnie wokalista Math Shiverow, basista Marc Lynn i perkusista John Dommen. W swojej twórczości zespół China inspirował się w szczególności grupami Thin Lizzy, Europe i Scorpions. W 1988 roku muzycy podpisali kontrakt płytowy z Phonogram Records. W tym samym roku ukazał się pierwszy album China pod tym samym tytułem, którego producentem był Dirk Steffans. W okresie ukazania się płyty na rynku zespół koncertował jako support Bonfire. Album spotkał się z pozytywnym przyjęciem, zajmując szóste miejsce na Schweizer Hitparade.
Produkcję drugiego albumu pt. Sign in the Sky powierzono Stephanowi Galfasowi. W jego tworzeniu uczestniczyli nowi muzycy: wokalista Patrick Mason z Krokus i basista Brian Kofmehl z Killer. Album charakteryzował się dojrzałymi tekstami. Album zajął drugie miejsce w Szwajcarii. W nagrywaniu EP pt. Live (1991) uczestniczył już trzeci wokalista, Eric St. Michaels. W tym samym roku ukazał się trzeci album studyjny pt. Go All the Way, notowany na dziesiątym miejscu Schweizer Hitparade. Album Natural Groove z 1995 roku powstał z udziałem kolejnego wokalisty, Douglasa McCowana. Wkrótce później zespół rozwiązał się.
W 2000 roku nastąpiła reaktywacja grupy przy okazji trasy koncertowej China-Revisited, w której uczestniczyło trzech wokalistów China: Marc Storace, Eric St. Michaels i Math Shiverow. W 2003 roku pojawiły się informacje, jakoby zespół pracował nad nowym albumem studyjnym, jednak nie znalazły one potwierdzenia w rzeczywistości. W 2007 roku zespół uczestniczył w festiwalu Spirit of Rock razem z U.D.O., Saxon, Mötley Crüe i Heaven and Hell. Następnie zespół w składzie: Claudio Matteo, Brian Kofmehl, Eric St. Michaels i Billy La Pietra (perkusja) uczestniczył w trasie Rock Never Dies. W 2008 roku ukazała się kompilacja The Very Best Of China, na której znalazły się trzy nowe utwory. W 2010 roku ukazał się nowy album studyjny China pt. Light Up the Dark.

## Dyskografia
- China (1988)
- Sign in the Sky (1989)
- Live (EP, 1991)
- Go All the Way (1991)
- So Far (kompilacja, 1992)
- Natural Groove (1995)
- Alive – z Markiem Storace'em (2000)
- The Very Best Of China (kompilacja, 2008)
- Light Up the Dark (2010)
- We Are the Stars (2013)